# Тридесетдвојина ноте
Нота (лат. знак) је знак којим бележимо тон или звук.
Облици нота су разноврсни:       итд. Њима одређујемо и бележимо различита трајања тонова. 
Тридесетдвојина ноте (фр. triple croche, engl. demisemiquaver, амер. thirty second note} се пише затамњеном јајоликом нотном главом којој се додају усправна црта (нотни врат) и три барјачића.
Дељењем тридесетдвојинске нотне вредности настају мање нотне вредности, што илуструје следећи пример:

## Груписање тридесетдвојинских нотних вредности
Ради прегледности и бржег писања, више тридесетдвојина спајамо, тј. групишемо тзв. цртом, ребром или гредом (engl. beam), што илуструју следећи примери:

## Чиме се продужава нотна вредност
Свака нотна вредност, па и тридесетдвојина, може да се продужи:
1. тачком иза нотне главе
2. луком који спаја две исте висине
3. короном изнад или испод ноте